# 샤프란 빵

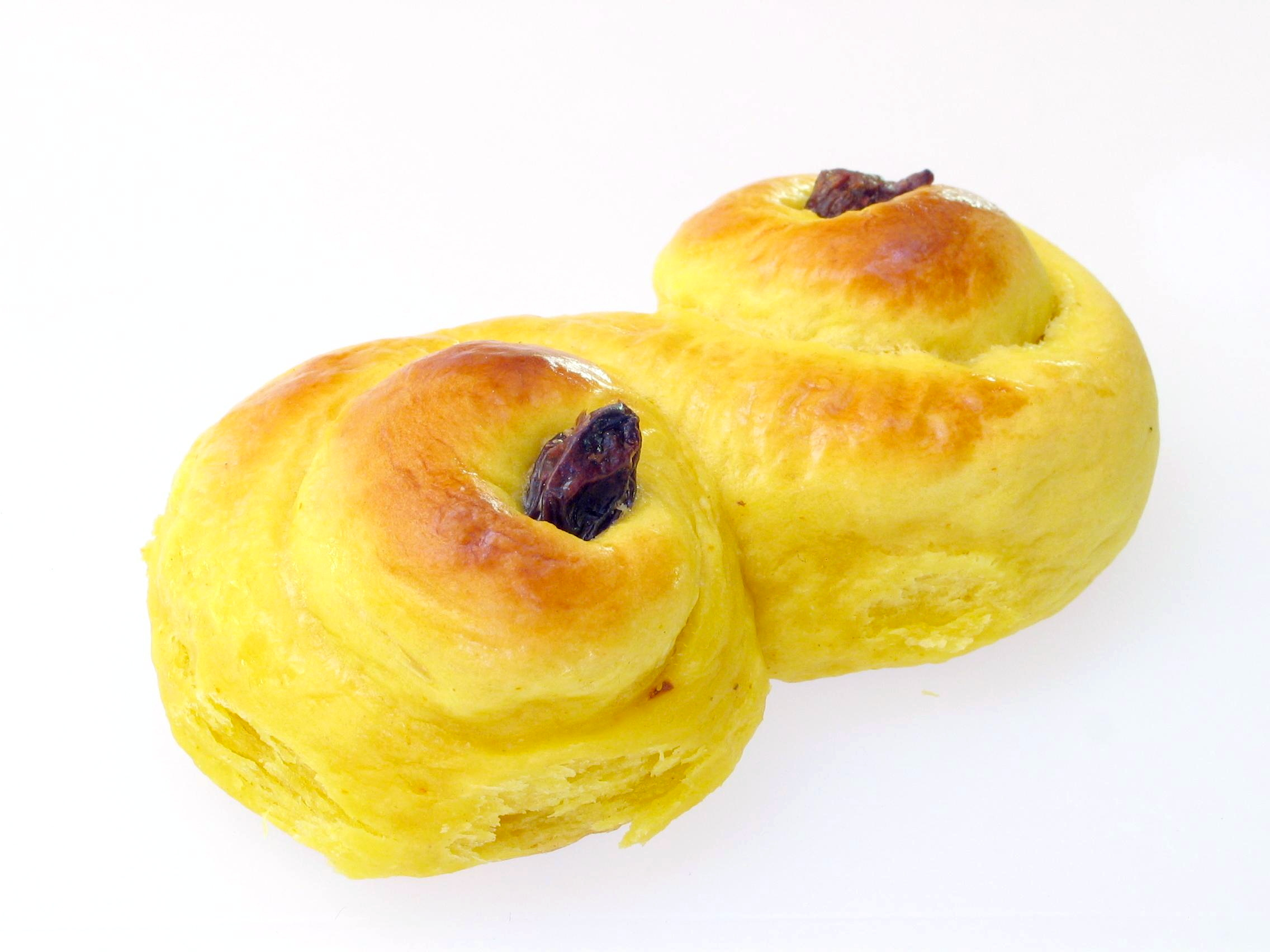
샤프란 빵

샤프란 빵(Saffron bun)은 샤프란 향이 나는 풍부한 맛의 효모 잎이 달린 단 빵이며 티케이크와 비슷한 건포도와 건포도를 포함한 말린 과일을 함유하고 있다. 주요 재료는 플레인 밀가루, 버터, 효모, 캐스터 슈가, 커런트 및 설타나이다. 빵 통에서 구운 더 큰 버전은 샤프란 케이크로 알려져 있다.
비슷한 빵으로는 스웨덴식 루세불레나 노르웨이식 루세카트가 있다.